# TJS2
TJS2，即是第二代 TJS ，是一種由 W.Dee 開發，主要用於吉里吉里的內嵌式腳本程式設計語言。

## 概述
TJS2是一種用於遊戲開發的內嵌式腳本語言。以C/C++實現，其語法多來自C/C++、Java和Javascript，方便對相關程式語言有認識的人學習。

## 語言特性
TJS2 是一種弱類型動態物件導向語言。支持：
- 多重繼承
- 对象封装

### 物件導向
和ECMAScript 3一樣，沒有函式和方法之分。
所有宣告／定義於全局作用域或宣告／定義於函式、setter、getter、類型之外的變量、函式、類別、屬性都是全局物件（global）的成員。
和ECMAScript 3一樣，所有函式／方法都是物件，而且TJS2中的屬性和類型（class）也是物件。
所有類型、屬性、函式在宣告／定義了之後，就成為最接近的類型、函式、getter、setter或全局物件的成員，而可見於任何作用域。
只有類型物件是執行時動態查找（lookup），所有實例物件的成員變量、屬性和方法都在實例化時靜態束綁固定了，任何對類型物件的運行時修改都不會影響到該類型的實例。物件所屬類型可以在運行時動態增添。

### 作用域
沒有詞法作用域，所有函式、屬性和類別在執行時的作用域都由物件閉包來決定。

### 跨平臺性
TJS2本身是跨平臺的，但其宿主程式吉里吉里2的框架暫時不是跨平臺而依賴於Windows作業系統。

## 產品

### KAG3
由W.Dee氏開發的KAG3系統，主要用於開發視覺化文字冒險遊戲（AVG），也可以用於開發養成遊戲或其他種類的電子遊戲。

## 外部連結
- 吉里吉里下載頁
- W.Dee的日記（載有開發進度和內容）
- TJS2最新源始碼[永久]